# Perry (Utah)
Perry város az USA Utah államában, Box Elder megyében. Lakosainak száma 5555 fő (2020. április 1.).

## Népesség
A település népességének változása:

| 2010 | 4 512 |
| 2020 | 5 555 |